# Guan Yingnan
Guan Yingnan, född 25 april 1976, är en friidrottare från Kina. Hon deltog vid olympiska sommarspelen 2000 och olympiska sommarspelen 2004.